# Дорджи, Льендуп
Дашо Льендуп Дорджи (англ. Dasho Lhendup Dorji, 6 октября 1935 — 15 апреля 2007) — член уважаемой бутанской семьи Дорджи. Он исполнял обязанности премьер-министра после убийства его брата Джигме Дорджи 5 апреля 1964 года. В 1965 году он и члены его семьи были сосланы.

## Биография
Льендуп Дорджи родился 6 октября 1935 года в семье Гонгзим Раджа Сонам Тобгей Дорджи и Рани Чуни Вангмо в Калимпонге. Он был первым бутанцем, поехавшим учиться в США, где в 1959 году закончил Корнеллский университет. Льендуп Дорджи занимался спортом, в частности боксом, гольфом и теннисом. Он вернулся из Соединённых Штатов в Бутан и занялся измерением земли. Он провёл несколько месяцев, путешествуя по Бутану и измеряя вручную местность с помощью самых доступных измерительных систем. Позднее он был главным почтмейстером, заместителем и генеральным секретарём министерства развития страны.
Племянник Льендупа Дорджи, Джигме Сингье Вангчук, впоследствии стал четвёртым королём Бутана. 15 апреля 2007 года Льендуп Дорджи умер от рака.